# 오픈리파인
오픈리파인(OpenRefine, 이전 이름: 구글 리파인/Google Refine, 프리베이스 그리드웍스/Freebase Gridworks)은 데이터 랭글링으로 알려진 데이터 정리 및 다른 포맷으로의 변환을 위한 독립적인 오픈 소스 데스크톱 애플리케이션이다. 스프레드시트 파일 포맷과 동작한다는 점에서 스프레드시트 애플리케이션과 유사하지만 보다 데이터베이스처럼 동작한다.
컬럼 밑(column)에 셀이 있는 데이터의 로우(row) 상에서 동작하는데, 이는 마치 관계형 데이터베이스 테이블과 매우 비슷하다. 오픈리파인 프로젝트는 하나의 테이블로 구성된다. 사용자는 필터링 기준을 정의하는 페싯(facet)을 이용하여 표출할 로우를 필터링할 수 있다.(예: 특정 컬럼이 비어있지 않은 로우를 표시) 스프레드시트와 달리 오픈리파인의 대부분의 운영은 보이는 모든 로우상에서 처리된다: 한 컬럼 하의 모든 로우의 모든 셀의 변환, 기존 컬럼 데이터에 기반하여 새 컬럼 생성 등. 데이터셋에서 완료되는 모든 동작은 프로젝트에 저장되며 다른 데이터셋에서 리플레이가 가능하다.
스프레드시트와 달리 셀에 공식이 저장되지 않으나 공식을 사용하여 데이터를 변환할 수 있으며 변환은 한 차례 수행된다. 변환식은 GREL(General Refine Expression Language), 자이썬(예: 파이썬), 클로저로 작성된다.
이 프로그램은 웹 애플리케이션이다. 그러나 웹(SaaS)로 호스팅되지 않으며 로컬 머신에서 다운로드하여 이용이 가능하다. 오픈리파인을 시작할 때 웹 서버를 기동하며 웹 서버에 의해 지원되는 웹 UI를 열기 위해 브라우저를 시작한다.

## 가져오기, 내보내기를 위한 지원 포맷
가져오기는 다음의 포맷으로 지원한다:
- TSV, CSV
- 사용자 지정 구분자 또는 고정폭으로 나눈 컬럼이 있는 텍스트 파일
- XML
- RDF 트리플(RDF/XML 및 Notation3 직렬화 포맷)
- JSON
- 구글 드라이브[9]

내보내기는 다음 포맷으로 지원한다:
- TSV
- CSV
- 마이크로소프트 엑셀
- HTML 요소
- 구글 드라이브
- Templating exporter: 데이터 출력을 위해 사용자 지정 템플릿 정의가 가능하다. (예: 미디어위키 테이블)

네이티브 포맷의 오픈리파인 프로젝트들은 .tar.gz 아카이브로 내보내기가 가능하다.